# Décembre 1791

## Événements
- 3 décembre : rupture des relations diplomatiques entre la France révolutionnaire et l'Autriche. Vienne envoie à Paris le conclusum de la Diète de Ratisbonne du 6 août 1791, qui subordonne l’affaire des princes possessionnés à la politique autrichienne. La lettre de Léopold II qui accompagne l'envoi de ce conclusum est interprété comme une rupture diplomatique définitive entre les princes possessionnés et les révolutionnaires, chargé par Merlin de Douai, le 28 novembre 1790, de mener les négociations.

- 8 décembre : exécution de Paul Yun, un chrétien coréen, qui avait détruit les tablettes de ses ancêtres. Début de la répression du catholicisme en Corée[1].

- 9 décembre, France : Louis XVI met en place un ministère feuillant modéré[2].

- 10 décembre : l’empereur Léopold ratifie le décret de la Diète de Francfort reconnaissant les droits féodaux des princes allemands dans l’Alsace de souveraineté française[3].

- 12 décembre : discours de Robespierre contre la guerre au club des Jacobins[2].

- 14 décembre : Louis XVI demande à l’électeur de Trèves d’expulser les émigrés qui forment des armées sur son territoire avant le 15 janvier 1792[2].

- 15 décembre : la Déclaration des Droits (United States Bill of Rights)[4], c'est-à-dire les dix premiers amendements à la constitution américaine qui limite les pouvoirs du gouvernement fédéral et donne des droits tels que la liberté de la presse, de parole, de religion, de réunion, de porter des armes est ratifiée par les 3/4 des États fédérés et entre donc en application.

- 25 décembre : l'empereur de Chine Qianlong envoie ses troupes à Lhassa au Tibet expulser des envahisseurs népalais[5].

## Naissances
- 7 décembre : Bernard Pierre Magnan, maréchal de France († 29 mai 1865).
- 26 décembre : Charles Babbage († 1871), mathématicien anglais et inventeur de machines à calculer.

## Décès
- 5 décembre : Wolfgang Amadeus Mozart, compositeur autrichien (° 27 janvier 1756).
- 10 décembre[6] : Jacob Frank, marchand juif polonais fondateur d’une secte juive antitalmudique dont les membres acceptent le baptême, se polonisent et pour quelques-uns sont anoblis (° 1726).